# 山羊肉

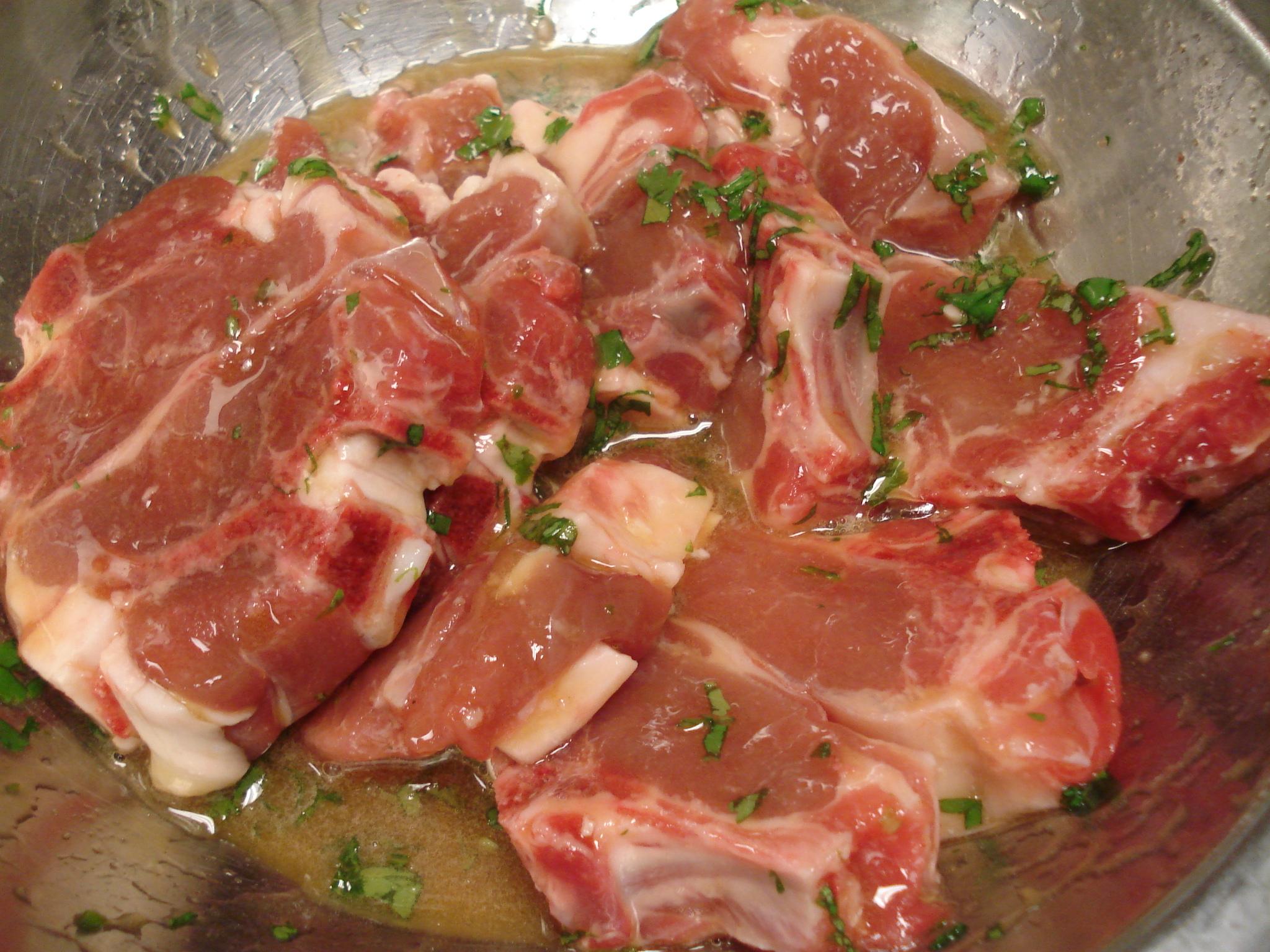
即将煮熟的山羊肉

山羊肉是指家山羊的肉。非洲菜、中東飲食、北非菜系、东非菜系、西非菜系、印度飲食、印度尼西亞飲食、尼泊尔菜系、孟加拉国饮食、巴基斯坦菜系、墨西哥飲食、海地菜系、多米尼加菜系以及厄瓜多尔菜系中都有山羊肉 。山羊肉可以放入濃湯中，也可以和咖喱攪拌後一起吃，也可以拿來烘焙和燒烤，也可以放入罐裝食品中或者制成肉腸以及肉乾。